# Appleton (Warrington)
Pour les articles homonymes, voir Appleton.
Appleton est une paroisse civile du Cheshire, en Angleterre.